# Joachim Christopher Wendt
Joachim Christopher Wendt (* 19. Mai 1693 in Lübeck; † 15. September 1764 in Schlamersdorf, heute Ortsteil von Seedorf (Kreis Segeberg)) war ein deutscher evangelisch-lutherischer Geistlicher.

## Leben
Joachim Christopher Wendt stammte aus einer Pastorenfamilie, die seit 1647 über drei Generationen am Lübecker Dom tätig war. Er war ein Sohn des Seniors Christoph Wendt und dessen Frau Anne Charitas († 1715), geb. Stockmann, einer Tochter des Mediziners Paul Joachim Stockmann (1627–1688) und Enkelin von Joachim Stockmann und August Varenius. August Joachim Wendt war sein älterer Bruder.
Er besuchte das Katharineum zu Lübeck und studierte ab Sommer 1713 Evangelische Theologie an den Universitäten Rostock, Wittenberg und Leipzig. Sein Freund und Begleiter bei den Studienortswechseln war Johann Friedrich Colberg (1693–1761), der später Pastor und Superintendent in Stralsund war. 1718 wurde Wendt nach einer Disputation unter dem Vorsitz des Superintendenten Georg Heinrich Götze unter die Kandidaten des Lübecker Geistlichen Ministeriums aufgenommen; das Thema lautete De gradibus gloriae in vita aeterna D. Martino Luthero asserendis („Über die Grade der Herrlichkeit, die D. Martin Luther im ewigen Leben zuzuschreiben sind“).
Auf Präsentation des Kirchenpatrons, des katholischen Grafen Johann Georg von Dernath auf Seedorf, wurde er 1725 zum Pastor von Schlamersdorf berufen. Hier blieb er bis an sein Lebensende. Seine Amtszeit war geprägt von einem langjährigen Streit mit dem eingepfarrten Besitzer des Gutes Muggesfelde (heute Ortsteil von Nehms), dem fürstbischöflichen Kammerjunker Joachim von Ahlefeldt (1670–1744). In der auch publizistisch und juristisch bis vor das Obergericht geführten Auseinandersetzung ging es um Parochialrechte, nämlich um die Zugehörigkeit größerer Teile des Gutes zur Kirchengemeinde Schlamersdorf, um Gebühren für Amtshandlungen, aber auch um die schlechte Behandlung der Leibeigenen durch von Ahlefeldt. 1743 gab das Obergericht Wendt in allen Punkten recht.
Seit 1726 war Joachim Christopher Wendt verheiratet mit Anna Margaretha (1701-nach 1764), geb. Fellbaum, Tochter des Pastors August Fellbaum (1665–1717) in Rensefeld.
Sein Porträt in der Kirche von Schlamersdorf verbrannte mit dieser beim großen Brand in Schlamersdorf am 27. Mai 1870.

## Stammbuch
Zum Beginn seiner Studienzeit legte Joachim Christopher Wendt ein Album Academicum an, in dem er Eintragungen seiner Lübecker Gönner und seiner akademischen Lehrer und Kommilitonen sammelte. Es enthält auf 355 Seiten Einträge aus Lübeck, Bremen, Wittenberg, Leipzig und Rostock aus den Jahren 1713 bis 1716. Die Eintragungen begannen ursprünglich mit der des Lübecker Bürgermeisters Johann Westken vom Mai 1713, vor die 1716 dann der Wittenberger Prorektor Ernst Christian Schröder seine Eintragung setzte. Es folgen die Eintragungen der Bürgermeister Thomas von Wickede und Adolf Mattheus Rodde, gefolgt vom Leipziger Rektor Johann Christian Lehmann (Naturwissenschaftler), dem Lübecker Domdekan Johann von Wickede und dem Syndicus Johann Georg Gutzmer.
Das Album kam später in die Universitätsbibliothek Kiel. Dort ist es unter der Signatur S. H. 405 G. erhalten geblieben und liegt auch als Digitalisat vor. Der Kieler Oberbibliothekar Andreas Wilhelm Cramer fügte auf den ersten Seiten eine Übersicht einiger Beiträger ein.

## Werke
- Exercitatio theologica, de gradibus gloriae in vita aeterna D. Martino Luthero asserendis. Lubecæ: Struck 1718